# 金莉
金莉（1954年3月26日—），女，俄罗斯族，山东青岛人，中华人民共和国美国文学专家，北京外国语大学英语学院教授、博士生导师，九三学社中央委员会委员，第十一届、第十二届全国政协委员。

## 生平
金莉的父亲是俄国人，母亲是中国人。
金莉1978年考入山东大学外文系，1982年获学士学位。本科期间，曾于1979年至1981年到加拿大多伦多大学学习。本科毕业后，她进入北京外国语大学英语系攻读硕士学位，1986年硕士毕业。1990年，她前去美国，到德克萨斯基督教大学学习美国文学，1993年获博士学位。
1995年回到中国，在北京外国语大学任教。2005年至2013年，担任北京外国语大学副校长。2008年，当选第十一届全国政协委员，代表少数民族界，分入第四十九组。并担任民族和宗教委员会专委。